# Augusta (Wisconsin)
Augusta – miasto w Stanach Zjednoczonych, w stanie Wisconsin, w hrabstwie Eau Claire.